# Лази (Варшавський-Західний повіт)
Лази (пол. Łazy) — село в Польщі, у гміні Кампінос Варшавського-Західного повіту Мазовецького воєводства.
Населення — 255 осіб (2011).
У 1975-1998 роках село належало до Варшавського воєводства.

## Демографія
Демографічна структура станом на 31 березня 2011 року:
|          | Загалом | Допрацездатний вік | Працездатний вік | Постпрацездатний вік |
| -------- | ------- | ------------------ | ---------------- | -------------------- |
| Чоловіки | 136     | 26                 | 102              | 8                    |
| Жінки    | 119     | 19                 | 77               | 23                   |
| Разом    | 255     | 45                 | 179              | 31                   |